# زل موناچوروم
زل موناچوروم (به انگلیسی: Zeal Monachorum) یک روستا و محله مدنی در بریتانیا است که در مید دوون واقع شده‌است.